# کری-آن پاین
کری-آن پاین (به انگلیسی: Keri-Anne Payne) (زادهٔ ۹ دسامبر ۱۹۸۷) شناگر اهل بریتانیا است.